# 扎利亞德季亞
51°44′58″N 32°36′54″E / 51.74944°N 32.61500°E
扎利亞德季亞（烏克蘭語：Заляддя），是烏克蘭北部的村莊，隸屬切爾尼希夫州的科留基夫卡區。該村面積0.1平方公里，2001年人口17，人口密度每平方公里178.95人。